# Artur Mezglewski
Artur Jacek Mezglewski (ur. 22 marca 1960 w Jaśle) – ksiądz katolicki, prawnik i kanonista, profesor nauk prawnych, specjalista prawa wyznaniowego, prawa administracyjnego i karnego. Profesor zwyczajny Akademii Sztuki Wojennej.

## Wykształcenie i kariera naukowa
Odbył studia na Wydziale Prawa i Administracji Uniwersytetu Marii Curie-Skłodowskiej (Filia w Rzeszowie) oraz studia na Wydziale Prawa Kanonicznego i Świeckiego KUL na kierunku prawo kanoniczne. W 1997 uzyskał na KUL na podstawie napisanej pod kierunkiem Henryka Misztala rozprawy pt. Gimnazjum Biskupie w Lublinie (1923–1962). Studium historyczno-prawne stopień doktora nauk prawnych w zakresie prawa. W 2004 na tym samym wydziale otrzymał stopień naukowy doktora habilitowanego nauk prawnych w zakresie prawa. W latach 2005–2008 był kierownikiem II Katedry Prawa Administracyjnego na Wydziale PPKiA KUL JP II. W 2006 został powołany na stanowisko profesora nadzwyczajnego KUL. W latach 2006–2009 był kierownikiem Zakładu Prawa Wyznaniowego i Kanonicznego na Wydziale Prawa i Administracji Uniwersytetu Opolskiego. W latach 2008–2010 był kierownikiem Katedry Prawa Wykroczeń i Postępowań Dyscyplinarnych na Wydziale PPKiA KUL JP II. W 2012 ponownie został profesorem Wydziału Prawa i Administracji Uniwersytetu Opolskiego, w ramach którego objął stanowisko kierownika Katedry Prawa Administracyjnego. Został profesorem zwyczajnym Akademii Sztuki Wojennej w Wydziale Bezpieczeństwa Narodowego.
W 2020 uhonorowano go publikacją pt. Człowiek, Państwo, Kościół. Księga jubileuszowa dedykowana Księdzu Profesorowi Arturowi Mezglewskiemu (red. Paweł Sobczyk, Piotr Steczkowski, Wydawnictwo Academicon).

## Członkostwo w kolegiach redakcyjnych i towarzystwach naukowych
W latach 2000–2011 był redaktorem naczelnym periodyku naukowego „Studia z Prawa Wyznaniowego”; nadal zasiada w jego kolegium redakcyjnym. Członek założyciel i wiceprezes Zarządu Polskiego Towarzystwa Prawa Wyznaniowego (w 2016 ponownie wybrany na tę funkcję).
Założyciel oraz od 2012 prezes Stowarzyszenia Prawo na Drodze z siedzibą w Lublinie. Prowadzi nieoficjalną stronę internetową tego stowarzyszenia prawonadrodze.org.pl.

## Odznaczenia
- w 2005 r. otrzymał Srebrny Krzyż Zasługi[6][7].
- w 2014 r. otrzymał Złoty Krzyż Zasługi[8]

## Ważniejsze publikacje
- Katecheza dzisiaj. Problemy prawne i teologiczne (red. wspólnie z Waldemarem Janigą), Krosno – Sandomierz 2000.
- Prawo wyznaniowe w systemie prawa polskiego. Materiały I Ogólnopolskiego Sympozjum Prawa Wyznaniowego (Kazimierz Dolny, 14–16 stycznia 2003) (red.), Lublin 2004.
- Szkolnictwo wyznaniowe w Polsce w latach 1944–1980. Studium historyczno-prawne, Lublin 2004.
- Prawo i polityka wyznaniowa w Polsce Ludowej. Materiały II Ogólnopolskiego Sympozjum Prawa Wyznaniowego (Kazimierz Dolny, 26–28 października 2004) (red. wspólnie z Piotrem Staniszem i Martą Ordon), Lublin 2005.
- Prawo wyznaniowe (wspólnie z Henrykiem Misztalem i Piotrem Staniszem), Warszawa 2006 i 2008.
- Funkcje publiczne związków wyznaniowych. Materiały III Ogólnopolskiego Sympozjum Prawa Wyznaniowego (Kazimierz Dolny, 16–18 maja 2006), Lublin 2007.
- Wyznaniowa forma zawarcia małżeństwa cywilnego (wspólnie z Anną Tunia), Warszawa 2007.
- Polski model edukacji religijnej w szkołach publicznych. Aspekty prawne, Lublin 2009.
- Standardy bezstronności światopoglądowej władz publicznych (red. wspólnie z Anną Tunia), Lublin 2013.
- Leksykon prawa wyznaniowego. 100 podstawowych pojęć (red.), Warszawa 2014.
- Straż gminna jako organ kontroli ruchu drogowego (red.) Lublin 2014 ISBN 978-83-7702-881-0.
- Prawo małżeńskie Kościoła katolickiego, [w:] Prawo małżeńskie Kościołów chrześcijańskich w Polsce a forma wyznaniowa zawarcia małżeństwa cywilnego, red. Tadeusz Jacek Zieliński, Michał Hucał, Wydawnictwo Naukowe Chrześcijańskiej Akademii Teologicznej w Warszawie, Warszawa 2016 ISBN 978-83-60273-38-8, s. 13–31.